# Ферв'ю (Огайо)
Ферв'ю (англ. Fairview) — селище (англ. village) в США, в округах Гернсі і Бельмонт штату Огайо. Населення — 67 осіб (2020).

## Географія
Ферв'ю розташований за координатами 40°3′26″ пн. ш. 81°14′6″ зх. д. / 40.05722° пн. ш. 81.23500° зх. д. (40.057349, -81.234939).  За даними Бюро перепису населення США в 2010 році селище мало площу 1,04 км², уся площа — суходіл.

## Демографія
Згідно з переписом 2010 року, у селищі мешкали 83 особи в 32 домогосподарствах у складі 23 родин. Густота населення становила 80 осіб/км².  Було 50 помешкань (48/км²).
Расовий склад населення:
| - 97,6 % — білих - 1,2 % — чорних або афроамериканців |

До двох чи більше рас належало 1,2 %. Частка іспаномовних становила 1,2 % від усіх жителів.
За віковим діапазоном населення розподілялося таким чином: 20,5 % — особи молодші 18 років, 62,6 % — особи у віці 18—64 років, 16,9 % — особи у віці 65 років та старші. Медіана віку мешканця становила 43,3 року. На 100 осіб жіночої статі у селищі припадало 130,6 чоловіків;  на 100 жінок у віці від 18 років та старших — 112,9 чоловіків також старших 18 років.
За межею бідності перебувало 30,9 % осіб, у тому числі 20,0 % дітей у віці до 18 років та 5,0 % осіб у віці 65 років та старших.
Цивільне працевлаштоване населення становило 28 осіб. Основні галузі зайнятості: освіта, охорона здоров'я та соціальна допомога — 53,6 %, гуртова торгівля — 25,0 %, будівництво — 10,7 %, виробництво — 3,6 %.